# سیال هوشمند
سیال هوشمند (انگلیسی: Smart fluid) سیالی است که ویژگی‌های آن (معمولاً ویسکوزیته) را می‌توان با اعمال میدان الکتریکی یا میدان مغناطیسی تغییر داد.
امروزه پیشرفته‌ترین سیالات هوشمند سیالاتی هستند که ویسکوزیته آنها با اعمال میدان مغناطیسی افزایش می‌یابد. دوقطبی‌های مغناطیسی کوچک معلق در یک سیال غیر مغناطیسی در نتیجهٔ اعمال یک میدان مغناطیسی، باعث می‌شود که این آهنرباهای کوچک در یک ردیف قرار بگیرند و رشته‌هایی تشکیل دهند. پدید آمدن این رشته‌ها ویسکوزیتهٔ سیال را افزایش می‌دهد. این مایعات مغناطیسی که بنام (MR) شناخته می‌شوند در سامانه تعلیق مدل ۲۰۰۲ خودروی کادیلاک Seville STS و اخیراً در سیستم تعلیق نسل دوم آئودی TT استفاده می‌شود؛ بسته به شرایط جاده، ویسکوزیته مایع میرایی تنظیم می‌شود. این گران‌تر از سیستم‌های سنتی است، اما کنترل بهتر (سریع‌تر) را فراهم می‌کند. سیستم‌های مشابهی برای کاهش لرزش در ماشین‌های لباسشویی، کمپرسورهای تهویه مطبوع، موشک‌ها و ماهواره‌ها در حال بررسی هستند و حتی یکی از آنها در موزه ملی علوم و نوآوری ژاپن در توکیو به عنوان ضربه‌گیر زلزله نصب شده‌است.
برخی از دستگاه‌های لمسی که مقاومت آنها در برابر لمس قابل کنترل است نیز بر پایهٔ همین مایعات MR هستند.
نوع عمدهٔ دیگری از سیال هوشمند سیالات الکترورئولوژیک یا ER هستند که مقاومت آنها در برابر جریان را می‌توان به سرعت و به‌طور چشمگیری توسط میدان الکتریکی اعمال شده تغییر داد (توجه: در این مورد نقطه تنش تسلیم به جای ویسکوزیته تغییر می‌کند). علاوه بر کلاچ‌ها، ترمزها، کمک فنرها و سوپاپ‌های هیدرولیک با عملکرد سریع، کاربردهای دیگری مانند استفاده در جلیقه‌های ضد گلوله برای این مایعات پیشنهاد شده‌است.